# Радзивилл, Станислав Вильгельм
Князь Станислав Вильгельм Радзивилл (польск. Wilhelm Janusz Henryk Stanisław Radziwiłł) (6 февраля 1880, Берлин — 28 апреля 1920, Битва под Малином) — представитель высшей аристократии, офицер. 11-й ординат Давид-Городокский (1904—1920). Поручик прусской, затем российской армии, ротмистр польской кавалерии.

## Биография
Представитель княжеского рода Радзивиллов герба «Трубы». Младший сын князя Антония Фредерика Вильгельма Радзивилла (1838—1904), 14-го ордината Несвижского, 11-го ордината Клецкого и 11-го ордината Давид-Городокского, и Марии Доротеи Елизаветы де Кастелян (1840—1915). Старший брат — князь Ежи Фридрих Вильгельм Павел Николай Радзивилл (1860—1914), 15-й ординат Несвижский и 12-й ординат Клецкий (1904—1914).
При крещении получил имя Вильгельм Януш Генрик Станислав Радзивилл. В соответствии с российской традицией — князь Станислав Антонович Радзивилл. Детство провел в Клениках (Klenicy) под Сулехувом.
В 1899 году окончил Королевскую школу в г. Сулехув (Sulechów). Поступил на службу поручиком прусской армии в Королевский уланский полк (1-й Ганноверский) № 13 (Königs-Ulanen-Regiment, 1. Hannoversches Nr. 13).
Был помолвлен с сестрой жены австрийского эрцгерцога Франца Фердинанда графиней Софией Хотек (Chotek). Добровольцем принимал участие в Русско-японской войне (1904—1905). Приказом определен хорунжим в 1-й Нерчинский казачий полк Забайкальского казачьего войска.
Участник Первой Мировой войны (1914—1918). В 1914 году подъесаул Черкесского конного полка Российской императорской армии. В чине корнета Черкесского конного полка награжден Орденом Святой Анны 4-й ст. (Высочайший приказ от 15.06.1915 г.).
В 1915-1917 гг. — сотник Лейб-гвардии Казачьего Его Величества полка.
В октябре 1917 года стал одним из основателей и лидеров Национально-Консервативной партии в Санкт-Петербурге, которая призывала к сотрудничеству с Временным правительством России. В том же году вступил в ряды Польских легионеров.
С 30 июля 1919 года — адъютант маршала Юзефа Пилсудского. Был добровольцем во время Польско-советской войны (1919—1921), начальник штаба 17-го великопольского уланского полка.
28 апреля 1920 года погиб в бою под Малином на Украине.

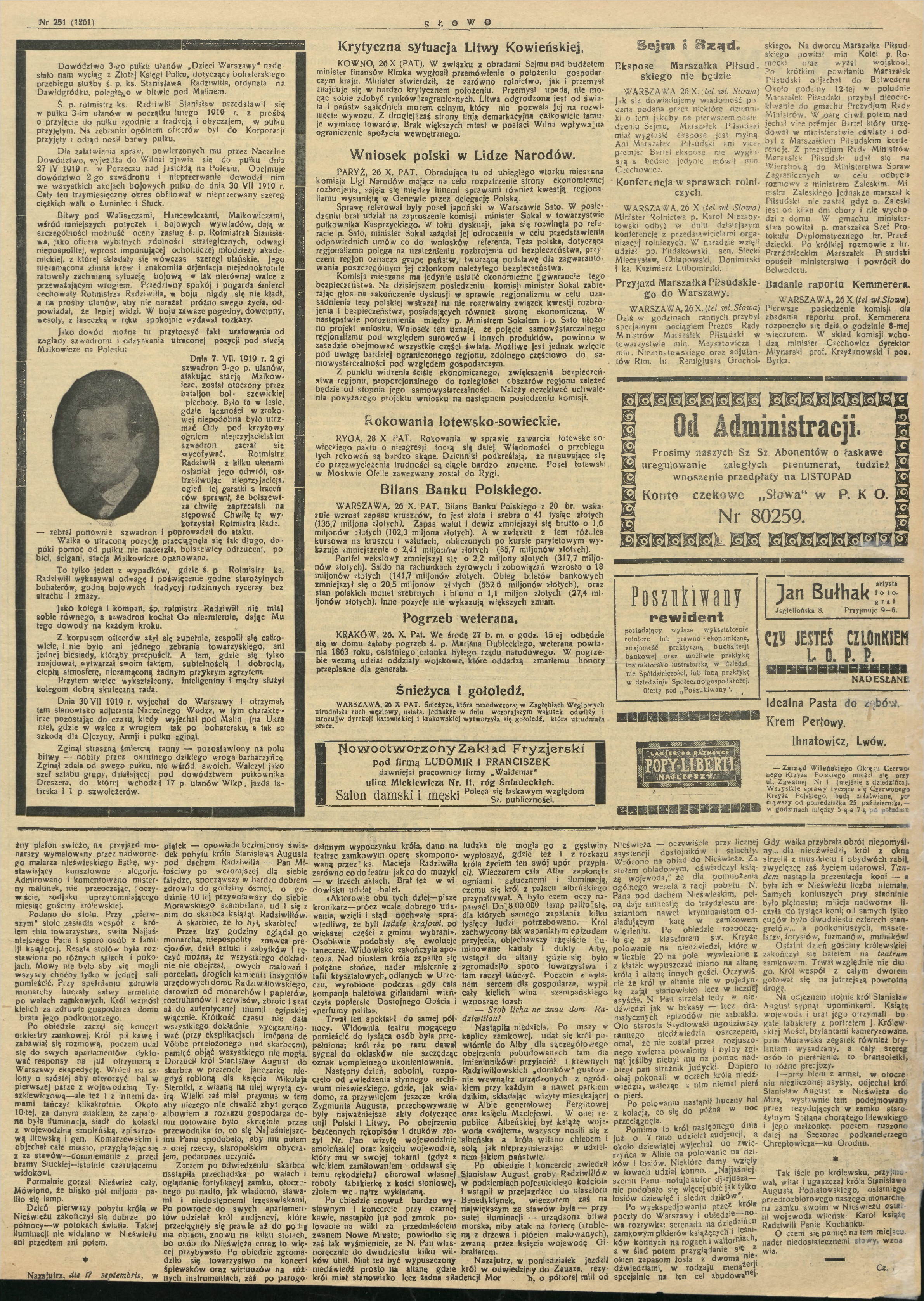
Некролог о Станиславе Радзивилле в газете «Слово» (№ 251), размещенный после визита Ю. Пилсудского в Несвиж на встречу с литовскими консерваторами (25.10.1926)

За военные заслуги был награждён Орденом Virtuti Militari. В 1926 году маршал Юзеф Пилсудский положил Орден Virtuti Militari на могиле майора Станислава Радзивилла в подземельях костёла Божьего Тела в Несвиже.

## Семья и дети
28 апреля 1906 года в Париже женился на княжне Долорес Констанции Иоанне Марии Радзивилл (28 июня 1886 — 9 ноября 1966), дочери князя Доминика Марии Игнацы Радзивилла (1852—1938) и Долорес Марии Франциски де Аргамонте (1854—1920). У них родилась единственная дочь:
- Княжна Анна Мария Аниела Дорота Евфимия Габриэла Эльжбета Адела Радзивилл (2 октября 1907 — 1 июня 1995), муж с 1928 года герцог Жиль де ла Тур-Ландри (1893—1972)

## Из воспоминаний современников
Войнилович Эдвард оставил следующие воспоминания о князе Станиславе Радзивилле:
1. «(1903)… Двое сыновей (Антония Радзивилла — прим.) как прусские подданные в свое время проходили военную службу в Берлине в качестве гвардии офицеров, позже приняли российское подданство, чтобы не потерять право наследования родового имущества в Беларуси. Принятие этого подданства происходило в ускоренном темпе благодаря существующим в то время связям между Берлинским и Петербургским дворами, а также личным связям супруги князя Антония со всемогущим тогда министром, графом Витте. Иначе, князь Ежи лет пять жил бы в Несвиже, прежде чем была бы принята присяга на подданство. А князь Станислав, который добровольцем вступил в отряд забайкальских казаков во время Японской войны, „ex nunc“ получил офицерский ранг и разрешение на подданство».
2. «(26 мая 1920 г). 24 мая, второй день Троицы. У нас собрались многочисленные соседи. Пришло тревожное известие о прорыве фронта большевиками недалеко от Игуменя и Борисова. Утром 25 мая я поехал в Несвиж по приглашению принять участие в обряде захоронения в подземелье Фарного костела останков первого ордината Давид-Городка, князя Станислава Радзивилла, ростмистра 3-го уланского полка и ближайшего адъютанта Главы государства. Князь Станислав был солдатом необыкновенного мужества.
Я слышал из рассказов уланов, что с боем надо было взять неприступную позицию, и в рядах началась паника; князь Станислав, отбросив оружие, со шпицрутеном в руке бросился вперед, повел за собой своих солдат и взял высоту. А сейчас, будучи личным адъютантом Пилсудского, мог бы не принимать участия в действиях на фронте, однако настоял на своем, чтобы ему доверили отряд кавалерии, командуя которым под Малином, возле Киева (Житомирская обл.). Был тяжело ранен и оставлен в крестьянской избе, окруженной потом преобладающими силами большевиков. Хозяин избы раскрыл тайну, какого гостя он прячет, и князя добили штыками и прикладами. Его кум, князь Иероним Радзивилл, женатый на княжне из Живца и в свое время считавшийся вероятным будущим королем Польши, поехал на Украину и нашел тело.
Официальные похороны, в церемонии которых принимал участие Пилсудский, прошли в костеле Святого креста в Варшаве, а потом останки были перевезены в Несвиж. У гроба в Варшаве были князья Леон, Иероним и Януш (сын Кароля) Радзивиллы. Печальные были эти похороны, потому что город не принял в них должного участия, как это было положено сделать для сына несвижской земли и одного из храбрейших офицеров польской армии. Объясняли это опасением того, чтобы в условиях наступления большевиков, их участники не были подсчитаны агентами. Однако хочу отметить, что при господствующем демагогическом настроении не хотели подчеркивать заслуги помещика, а ко всему еще и князя, что является более вероятным».